# 王文同
王文同（?—?），京兆颍阳人，隋朝官员。
王文同性情明智善辩，有才干。开皇年间，以军功升任仪同，改授桂州司马。隋炀帝嗣位，征召为光禄少卿，因为不合旨意，出为恒山郡丞。有一人强横狡猾，常常掌握长官的把柄，前后守令都害怕他。王文同到任，听闻其名，召来数落他。于是令左右削木偷作大橛，埋在庭堂中，露出一尺有余，四角各埋小橛。命令那个人将心口卧在木橛上，把四肢绑在小橛上，用棒殴打其背，立刻溃烂。郡中人大为惊骇，官民相视不敢出气。隋炀帝征辽东高句丽，令王文同巡察河北诸郡。王文同见佛教僧侣斋戒食菜之人，以他们为妖妄，都收捕入狱。到了河间，召各郡官员，稍有迟违之人，就都让他们脸朝地面用鞭子打死。僧人相聚讲论，和长老共同参加佛会数百人，王文同以为他们是聚结惑众，全部斩杀。又让僧尼都裸体，查验有淫荡行为不是童男童女的数千人，又要杀死他们。郡中男女在路上号哭，各郡惊骇，都将事情上奏。隋炀帝听说後大怒，派遣使者达奚善意驰马将他锁拿，在河间斩杀，以谢百姓，仇人剖开其棺，将他的肉切成块吃掉，一会儿吃光了。

## 延伸阅读
[在维基数据编辑]
 《北史·卷087》，出自李延壽《北史》
 《隋書·卷74》，出自魏徵《隋书》